# DUSP18
DUSP18 (англ. Dual specificity phosphatase 18) – білок, який кодується однойменним геном, розташованим у людей на короткому плечі 22-ї хромосоми. Довжина поліпептидного ланцюга білка становить 188 амінокислот, а молекулярна маса — 21 066.
| 10         |  | 20         |  | 30         |  | 40         |  | 50         |
| ---------- |  | ---------- |  | ---------- |  | ---------- |  | ---------- |
| MTAPSCAFPV |  | QFRQPSVSGL |  | SQITKSLYIS |  | NGVAANNKLM |  | LSSNQITMVI |
| NVSVEVVNTL |  | YEDIQYMQVP |  | VADSPNSRLC |  | DFFDPIADHI |  | HSVEMKQGRT |
| LLHCAAGVSR |  | SAALCLAYLM |  | KYHAMSLLDA |  | HTWTKSCRPI |  | IRPNSGFWEQ |
| LIHYEFQLFG |  | KNTVHMVSSP |  | VGMIPDIYEK |  | EVRLMIPL   |  |            |

A: Аланін

C: Цистеїн

D: Аспарагінова кислота

E: Глутамінова кислота

F: Фенілаланін

G: Гліцин

H: Гістидин

I: Ізолейцин

K: Лізин

L: Лейцин

M: Метіонін

N: Аспарагін

P: Пролін

Q: Глутамін

R: Аргінін

S: Серин

T: Треонін

V: Валін

W: Триптофан

Кодований геном білок за функціями належить до гідролаз, протеїн-фосфатаз. 
Локалізований у цитоплазмі, ядрі, мембрані, мітохондрії, внутрішній мембрані мітохондрії.